# National Forest

Localisation de la National Forest.

La National Forest est un projet environnemental du centre de l'Angleterre mené par The National Forest Company. Depuis les années 1990, 520 km2 du nord du Leicestershire, du sud du Derbyshire et du sud-est du Staffordshire ont été plantés d'arbres afin de convertir ces espaces en une nouvelle forêt nationale. Elle s'étend à partir de la limite occidentale des abords de Leicester à l'est, jusqu'à Burton upon Trent à l'ouest, et elle doit relier les forêts anciennes de Needwood et de Charnwood.
En janvier 2018, le gouvernement du Royaume-Uni a rendu public un programme de plantation d'une nouvelle forêt au nord, s'étendant de Liverpool à Hull. Elle longera le parcours Est-Ouest de la M62.

## La National Forest Company
La National Forest Company est une organisation à but non lucratif établie en avril 1995 en tant que company limited by guarantee. Elle est soutenue par le Department for Environment, Food and Rural Affairs (Defra), dans le but de convertir un tiers du territoire dans les limites de la National Forest (135 km2) en forêt, en incitant les propriétaires terriens à transformer l'usage de leur terre. Elle est décrite comme « forêt en devenir » et elle est prévue comme un vecteur de croissance du tourisme et de soutien aux emplois régionaux liés à la forêt.
Environ 8,5 millions d'arbres ont été plantés, ce qui triple la couverture forestière de 6 % à 20%.

## Plantations
Concernant les essences, ce sont 85 % d'arbres feuillus originaires de la région qui ont été plantés. Les plus communs sont le chêne anglais, le frêne, le peuplier, le pin noir et le pin d'Écosse. La transformation du paysage a commencé à prendre effet car les premiers arbres ont déjà plus de vingt-cinq ans d'âge. 

## Lieux à visiter

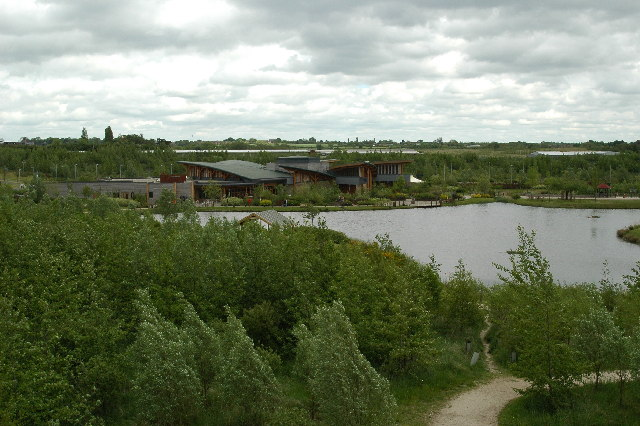
Le Conkers Discovery Centre à Moira, au cœur de la National Forest.

Au milieu de la National Forest, on trouve le parc de Conkers, ouvert à la visite, situé près du village de Moira (Leicestershire). Il y en a un autre à Rosliston qui propose aux visiteurs des chemins de randonnée et des aires de jeu.
Parmi les autres lieux intéressants à visiter, l'on peut citer:
- Ashby Canal
- Ashby Castle, à Ashby-de-la-Zouch
- Ashby de-la-Zouch museum, à Ashby de-la-Zouch
- Bardon Hill, point le plus élevé de la National Forest, à 278 mètres d'altitude
- Battlefield Line Railway, chemin de fer touristique dans le Leicestershire
- Beacon Hill (Leicestershire)
- Bradgate Park, 340 hectares
- Calke Abbey, à Ticknall
- Station de pompage de Claymills, de l'époque victorienne
- Croxall Lakes, réserve naturelle entre les villages de Croxall et Alrewas, dans le Staffordshire
- Donington le Heath Manor House, musée médiéval
- Queen Elizabeth Diamond Jubilee Wood (autrefois Flagship Diamond Wood), projet forestier lancé en 2012 dans le Leicestershire
- Réservoir de Foremark, à Foremark dans le Derbyshire du Sud
- Forêt de Rossendale, dans le district de Rossendale
- Fradley Junction, jonction de canal entre le village de Fradley et le village d'Alrewas (Staffordshire) reliant le canal de Coventry et le canal de Trent et Mersey
- Grace Dieu Priory, ruines d'un ancien prieuré du XIIIe siècle
- Kedleston Hall, château dans le Derbyshire
- Loughborough Outwoods, forêt de 40 hectares ouverte à la randonnée
- Melbourne Hall, château dans le Derbyshire
- Fourneau de Moira, bâti au début du XIXe siècle
- Mount St. Bernard Abbey, unique abbaye de trappistes d'Angleterre, fondée en 1835
- National Memorial Arboretum
- Rosliston Forestry Centre
- Seale Wood
- Sence Valley Forest Park
- Staunton Harold Reservoir
- Sudbury Hall, château dans le Derbyshire
- Swithland Wood, site biologique de 87,9 hectares dans le Leicestershire
- The National Forest Maze
- Réservoir de Thornton
- Tropical Birdland (Leicestershire)
- Zoo de Twycross

Les localités d'Ashby-de-la-Zouch, de Burton upon Trent, Swadlincote et Coalville se trouvent dans les limites de la National Forest.